# Skydning under sommer-OL 1908
Skydning under sommer-OL 1908. Skydning var igen med på det olympiske program, der blev konkurreret i 15 skydeøvelser alle for mænd.

## Medaljer
| Skydning OL 1908 London | Skydning OL 1908 London | Skydning OL 1908 London | Skydning OL 1908 London | Skydning OL 1908 London | Skydning OL 1908 London |
| ----------------------- | ----------------------- | ----------------------- | ----------------------- | ----------------------- | ----------------------- |
| Nr.                     | Land                    | Guld                    | Sølv                    | Bronze                  | Totalt                  |
| 1.                      | GBR                     | 6                       | 7                       | 8                       | 21                      |
| 2.                      | USA                     | 3                       | 2                       | 1                       | 6                       |
| 3.                      | SWE                     | 2                       | 2                       | 1                       | 5                       |
| 4.                      | NOR                     | 2                       | 0                       | 1                       | 3                       |
| 5.                      | CAN                     | 1                       | 2                       | 1                       | 4                       |
| 6.                      | BEL                     | 1                       | 2                       | 0                       | 3                       |
| 7.                      | FRA                     | 0                       | 0                       | 2                       | 2                       |
| Totalt                  | Totalt                  | 15                      | 15                      | 14                      | 44                      |

### 300 m riffel, 3 stillinger
| Plads | Land | Udøver               | Point               |
| ----- | ---- | -------------------- | ------------------- |
| 1.    | NOR  | Albert Helgerud      | 909 (277, 292, 340) |
| 2.    | USA  | Harry Simon          | 887 (228, 294, 365) |
| 3.    | NOR  | Ole Sæther           | 883 (272, 284, 327) |
| 4.    | SWE  | Gustav-Adolf Sjöberg | 874 (251, 285, 338) |
| 5     | SWE  | Janne Gustafsson     | 872 (265, 283, 324) |
| 6     | NOR  | Julius Bråthe        | 851 (257, 291, 303) |

Dato: 11. juli.
51 udøvere fra 10 nationer. Stående, knælende og liggende.

### 300 m riffel, 3 stillinger, holdskydning
| Plads | Land | Udøver | Point |
| ----- | ---- | --- | ----- |
| 1.    | NOR  | Albert Helgerud (874) Ole Sæther (865) Gudbrand Skatteboe (841) Olaf Sæther (840) Julius Bråthe (826) Einar Liberg (809)                      | 5055  |
| 2.    | SWE  | Gustaf Adolf Jonsson (840) Per-Olof Arvidsson (812) Axel Jansson (801) Gustav-Adolf Sjöberg (760) Claes Rundberg (759) Janne Gustafsson (739) | 4711  |
| 3.    | FRA  | Léon Johnson (836) Eugène Balme (801) André Parmentier (773) Albert Courquin (768) Maurice Lecoq (756) Raoul de Boigne (718)                  | 4652  |
| 4.    | DEN  | Lars Madsen (816) Ole Olsen (754) Niels Kristensen (752) Hans Schultz (748) Peter Pedersen (748) Niels Andersen (725)                         | 4543  |
| 5.    | BEL  | Charles Paumier du Verger (826) Paul van Asbroeck (787) Ernest Ista (786) Henri Sauveur (766) Joseph Geens (740) Édouard Poty (604)           | 4509  |
| 6.    | GBR  | Jesse Wallingford (789) R. Hawkins (776) Charles Churcher (760) Thomas Raddall (754) John Bostock (668) Robert Brown (608)                    | 4355  |

Dato: 10. juli.
Ni seksmandshold med i alt 54 udøvere.

### 1000 yards riffel
| Plads | Land | Udøver          | Point |
| ----- | ---- | --------------- | ----- |
| 1.    | GBR  | Joshua Millner  | 98    |
| 2.    | USA  | Kellogg Casey   | 93    |
| 3.    | GBR  | Maurice Blood   | 92    |
| 4.    | GBR  | Richard Barnett | 92    |
| 4.    | GBR  | Thomas Ranken   | 92    |
| 6.    | GBR  | Thomas Caldwell | 91    |
| 6.    | GBR  | John Sellars    | 91    |
| 6.    | CAN  | Harry Kerr      | 91    |

Dato: 11. juli.
49 deltagere fra otte nationer.

### Armégevær, holdskydning
| Plads | Land | Udøver | Point |
| ----- | ---- | --- | ----- |
| 1.    | USA  | William Leushner (430) William Martin (430) Charles Winder (429) Kellogg Casey (423) Ivan Eastman (412) Charles Benedict (407)      | 2531  |
| 2.    | GBR  | Harcourt Ommundsen (424) Fleetwood Varley (423) Arthur Fulton (417) Philip Richardson (413) William Padgett (410) John Martin (410) | 2497  |
| 3.    | CAN  | William Smith (421) Charles Crowe (415) Bruce Williams (414) Dugald McInnis (413) William Eastcott (392) Harry Kerr (384)           | 2439  |
| 4.    | FRA  | Raoul de Boigne (385) Albert Courquoin (383) Eugène Balme (379) Daniel Mérillon (376) Léon Hecht (376) André Parmentier (373)       | 2272  |
| 5.    | SWE  | Claes Rundberg (388) Ossian Jörgensen (382) Janne Gustafsson (376) Per-Olof Arvidsson (374) Axel Jansson (351) Gustav Jonsson (342) | 2213  |
| 6.    | NOR  | Ole Sæther (385) Einar Liberg (375) Gudbrand Skatteboe (369) Albert Helgerud (362) Mathias Glomnes (352) Jørgen Bru (349)           | 2192  |

Dato: 10. og 11. juli.
Otte landshold med seks på hvert hold. Hver skytte skød 90 skud, 15 skud på hver af afstandene 200, 500, 600, 800, 900, og 1000 yards på femdelt skive. Maks pointsum for hver skytte blev derfor 450 point, mens holdet kunne opnå 2700 point.

### 50 og 100 yards riffel
| Plads | Land | Udøver           | Point |
| ----- | ---- | ---------------- | ----- |
| 1.    | GBR  | Arthur Carnell   | 387   |
| 2.    | GBR  | Harold Humby     | 386   |
| 3.    | GBR  | George Barnes    | 385   |
| 4.    | GBR  | Maurice Matthews | 384   |
| 5.    | GBR  | Edward Amoore    | 383   |
| 6.    | GBR  | William Pimm     | 379   |

Dato: 11. juli.
19 udøvere fra fem nationer.

### 25 m riffel bevægeligt mål
| Plads | Land | Udøver           | Point |
| ----- | ---- | ---------------- | ----- |
| 1.    | GBR  | John Fleming     | 24    |
| 2.    | GBR  | Maurice Matthews | 24    |
| 3.    | GBR  | William Marsden  | 24    |
| 4.    | GBR  | Edward Newitt    | 24    |
| 5.    | GBR  | Philipp Plater   | 24    |
| 6.    | GBR  | William Pimm     | 24    |

Dato: 11. juli.
22 udøvere fra fem nationer.

### 25 m riffel forsvindende mål
| Plads | Land | Udøver         | Point |
| ----- | ---- | -------------- | ----- |
| 1.    | GBR  | William Styles | 45    |
| 2.    | GBR  | Harold Hawkins | 45    |
| 3.    | GBR  | Edward Amoore  | 45    |
| 4.    | GBR  | William Milne  | 45    |
| 5.    | GBR  | John Milne     | 45    |
| 6.    | GBR  | Arthur Wilde   | 45    |

Dato: 11. juli.
22 deltagere fra fem nationer.

### 50 og 100 yards riffel holdskydning
| Plads | Land | Udøver                                                                                              | Point |
| ----- | ---- | --------------------------------------------------------------------------------------------------- | ----- |
| 1.    | GBR  | Maurice Matthews (196) Harold Humby (194) William Pimm (192) Edward Amoore (189)                    | 771   |
| 2.    | SWE  | Vilhelm Carlberg (187) Frans-Albert Schartau (186) Johan Hübner von Holst (184) Eric Carlberg (180) | 737   |
| 3.    | FRA  | Paul Colas (189) André Regaud (186) Léon Lécuyer (169) Henri Bonnefoy (166)                         | 710   |

Dato: 11. juli.
Tre landshold med fire mand på hvert hold.

### 50 yards pistol
| Plads | Land | Udøver            | Point |
| ----- | ---- | ----------------- | ----- |
| 1.    | BEL  | Paul van Asbroeck | 490   |
| 2.    | BEL  | Réginald Storms   | 487   |
| 3.    | USA  | James Gorman      | 485   |
| 4.    | USA  | Charles Axtell    | 480   |
| 5.    | GBR  | Jesse Wallingford | 467   |
| 6.    | FRA  | André Barbillat   | 466   |

Dato: 11. juli.
43 deltagere fra syv nationer.

### 50 yards pistol, holdskydning
| Plads | Land | Udøver                                                                                             | Point |
| ----- | ---- | -------------------------------------------------------------------------------------------------- | ----- |
| 1.    | USA  | James Gorman (501) Irving Calkins (473) John Dietz (472) Charles Axtell (468)                      | 1914  |
| 2.    | BEL  | Paul van Asbroeck (493) Réginald Storms (477) Charles Paumier du Verger (462) René Englebert (431) | 1863  |
| 3.    | GBR  | Jesse Wallingford (477) Geoffrey Coles (459) Henry Lynch-Staunton (446) Walter Ellicot (435)       | 1817  |
| 4.    | FRA  | André Barbillat (463) André Regaud (440) Léon Moreaux (436) Jean Depassis (411)                    | 1750  |
| 5.    | SWE  | Vilhelm Carlberg (471) Eric Carlberg (462) Johan von Holst (416) Frans-Albert Schartau (383)       | 1732  |
| 6.    | NED  | Jacob van der Kop (449) Gerard van den Bergh (401) Jan de Blécourt (398) Petrus ten Bruggen (384)  | 1632  |

Dato: 11. juli.
Syv landshold med fire mand på hvert hold.

### Løbende hjort, enkeltskud
| Plads | Land | Udøver                     | Point |
| ----- | ---- | -------------------------- | ----- |
| 1.    | SWE  | Oscar Swahn                | 25    |
| 2.    | GBR  | Thomas Ranken              | 24    |
| 3.    | GBR  | Alexander Rogers           | 24    |
| 4.    | GBR  | Maurice Blood              | 23    |
| 5.    | GBR  | Albert Kempster            | 22    |
| 6.    | GBR  | William Russell Lane-Joynt | 21    |

Dato: 11. juli.
15 deltagere fra fire nationer.

### Løbende hjort enkeltskud, holdskydning
| Plads | Land | Udøver                                                                                  | Point |
| ----- | ---- | --------------------------------------------------------------------------------------- | ----- |
| 1.    | SWE  | Alfred Swahn (26) Arvid Knöppel (22) Oscar Swahn (21) Ernst Rosell (17)                 | 86    |
| 2.    | GBR  | Charles Nix (27) William Russell Lane-Joynt (22) Walter Ellicot (18) Thomas Ranken (18) | 85    |

Dato: 11. juli.
Kun to hold deltog med fire mand på hvert hold.

### Løbende hjort dobbeltskud
| Plads | Land | Udøver          | Point |
| ----- | ---- | --------------- | ----- |
| 1.    | USA  | Walter Winans   | 46    |
| 2.    | GBR  | Thomas Ranken   | 46    |
| 3.    | SWE  | Oscar Swahn     | 38    |
| 4.    | GBR  | Maurice Blood   | 34    |
| 5.    | GBR  | Albert Kempster | 33    |
| 6.    | GBR  | Walter Ellicot  | 33    |

Dato: 11. juli.
15 deltagere fra fire nationer.

### Trap
| Plads | Land | Udøver             | Point |
| ----- | ---- | ------------------ | ----- |
| 1.    | CAN  | Walter Ewing       | 72    |
| 2.    | CAN  | George Beattie     | 60    |
| 3.    | GBR  | Alexander Maunder  | 57    |
| 3.    | GRE  | Anastasios Metaxas | 57    |
| 5.    | GBR  | Charles Palmer     | 55    |
| 6.    | CAN  | Arthur Westover    | 55    |

Dato: 8. og 9. juli.
60 deltagere fra otte nationer.

### Trap, holdskydning
| Plads | Land | Udøver | Point |
| ----- | ---- | --- | ----- |
| 1.    | GBR  | Alexander Maunder (83) James Pike (77) Charles Palmer (71) John Postans (61) Frank Moore (60) Peter Easte (55)         | 407   |
| 2.    | CAN  | Walter Ewing (81) George Beattie (73) Arthur Westover (72) Mylie Fletcher (65) George Vivian (58) Donald McMackon (56) | 405   |
| 3.    | GBR  | George Whitaker Gerald Skinner John Butt William Morris Harold Creasey Richard Hutton                                  | 372   |

Dato: 10. og 11. juli.
Syv landshold med seks udøvere på hvert hold.